# Domfront-en-Poiraie
Domfront-en-Poiraie è un comune francese di 1.339 abitanti situato nel dipartimento dell'Orne nella regione della Normandia.
È stato costituito il 1º gennaio 2016 per fusione dei comuni di Domfront, La Haute-Chapelle e Rouellé.